# Michail Sacharowitsch Schufutinski

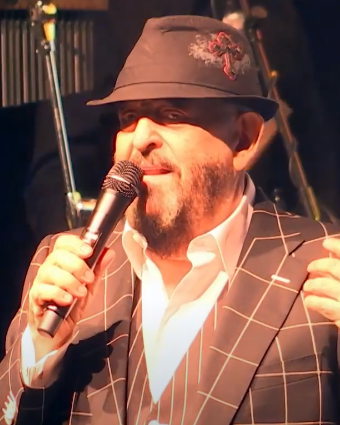
Michail Schufutinski (2018)

Michail Sacharowitsch Schufutinski (russisch Михаил Захарович Шуфутинский; * 13. April 1948 in Moskau) ist ein russischer Chansonsänger und Entertainer. Schufutinski, der in den 1980er Jahren in die USA übersiedelte und die US-amerikanische Staatsbürgerschaft besitzt, gilt als einer der herausragendsten und profiliertesten Interpreten des zeitgenössischen russischen Chansons.

## Biografie
Schufutinski wuchs in einer jüdischen Familie auf. Sein Vater arbeitete als Zahnarzt. Seine Mutter starb, als er fünf war. Die weitere Erziehung übernahmen die Großeltern. Im Alter von sieben zeigten sich die ersten musikalischen Interessen. Sein Musiklehrer riet ihm allerdings, das mit dem Ruf des Bürgerlichen behaftete Akkordeon hintanzustellen, weil in den staatlichen Musikhochschulen die nötigen Instrumente fehlten. Schufutinski verlegte sich auf das Klavier, begann Jazz zu spielen und wurde Mitglied seiner ersten professionellen Band – einem Orchester der Musikschule Bajan.
Während seines Musikstudiums spielte Michail Schufutinski weiter in unterschiedlichen Formationen, vorzugsweise in Unterhaltungsorchestern in großen Restaurants. Im Chor der Musikhochschule arbeitete er mit der späteren Sängerin und Komponistin Alla Pugatschowa zusammen, die sich in den 1970er und 1980er Jahren für eine Erneuerung der sowjetischen Unterhaltungsmusik engagierte. Einen eher unfreiwilligen Wohnsitzwechsel bewirkte 1971 der Besuch von Richard Nixon in Moskau. Der KGB forderte den als unzuverlässig eingeschätzten Kaffeehaus-Musiker unvermittelt auf, die Stadt zu verlassen. Michail Schufutinski zog für drei Jahre in den fernen Osten – in die Oblast Magadan an der Pazifikküste. Auftritte in Lokalen waren weiterhin Schwerpunkt; neu war, dass Schufutinski sich erstmals als Sänger versuchte. Das Programm bestand unter anderem aus Liedern von Alexander Wertinski und Pjotr Leschtschenko; hinzu kamen volkstümliche russische Chansons wie Murka und Bublitschki, bekannte Schlager sowie anderes Repertoire. Benannt nach dem Restaurant Ataman, gründete Schufutinski schließlich seine erste eigene Band.
Der Rest der 1970er verlief für den Entertainer durchwachsen. Einerseits hatte er als Unterhaltungskünstler sein Auskommen. Trotz seiner Nähe zur VIA, einer vom System etablierten Kulturschiene, die Pop und Rock stärker zu integrieren versuchte, gab es immer wieder berufliche oder künstlerische Einschränkungen. 1981 bekam er zusammen mit seiner Familie die Erlaubnis zur Ausreise nach Israel. Über Wien und Italien emigrierte die Familie in die USA. Neue Wohnorte waren New York und Los Angeles – Entscheidungen, denen auch berufliches Kalkül zu Grunde lag. Schufutinskis Einschätzung war die, dass er als professioneller Sänger nur mit russischen Titeln eine Chance hatte, seine Karriere fortzusetzen. Bis zum Fall des Eisernen Vorhangs erschienen rund zehn CDs; hinzu kamen Tourneen in den USA und in Kanada.
Nach der Öffnung der ehemaligen Sowjetunion fielen die bisherigen Beschränkungen weg. Um seine Beliebtheit beim russischen Publikum zu testen, nahm er 1990 eine Einladung zu einer größeren Tournee an, anlässlich derer er 25 Großveranstaltungen in Stadien absolvierte. 1998 erschien eine Autobiografie mit dem englischen Titel And so, I’m standing on the way… Bis Ende 2010 sind von Michail Schufutinski über zwei Dutzend Alben erschienen; hinzu kommt eine ähnliche Anzahl an Kompilationen, Best-Of-Zusammenstellungen und Themen-Alben – darunter auch eines für den legendären Gaunerchanson-Interpreten Alexander Rosenbaum. Des Weiteren arbeitete er mit unterschiedlichen Interpreten und Produzenten zusammen wie zum Beispiel Susanna Tepper, Igor Krutoi und der Popsängerin Irina Allegrowa.
Seinen Lebensmittelpunkt hat der Sänger mittlerweile stark nach Russland zurückverlegt. Nach eigener Aussage verbringt er in Russland zehn Monate; die restlichen zwei des Jahres verweile er „zum Entspannen“ in den USA. Privat gilt Schufutinski als sehr familiärer Mensch – eine Eigenschaft, die nicht nur zahlreiche Interviews belegen, sondern Beiträge auf seiner Homepage sowie weitere Webseiten mit Anekdoten und Familienfotos.

## Musik
Obwohl Michail Schufutinski von Auftreten und Habitus her das Bild des klassischen Musik-Entertainers pflegt, erfuhr er über Russland hinausgehende Aufmerksamkeit vor allem aufgrund seiner Chansoninterpretationen. Einerseits deckt Schufutinski ein recht breites, bis in den Pop- und Jazz-Bereich gehendes Genre-Spektrum ab. Als Innovator und Modernisierer gilt er jedoch vor allem in Bezug auf die Blatnye pesni, das russische Chanson – eine spezielle Liedtradition, die unter anderen auch Themen wie Kriminalität, Lagerhaft, Alkoholismus sowie Prostitution aufgreift und trotz ihrer anhaltenden Beliebtheit im offiziellen Diskurs nicht unumstritten ist. Anders als der ebenfalls populäre Blat-Sänger Michail Gulko setzt Schufutinski nicht den Habitus des einfachen Künstlers aus dem Volk in Szene, sondern präsentiert sich als weltläufiger Entertainer mit internationaler Note – vergleichbar etwa westeuropäischen Sängern wie Paolo Conte oder Gilbert Bécaud. Seine Stiloffenheit begründete er in einem Interview mit dem lapidaren Satz, es gebe eben keine schlechten Genres, sondern allenfalls schlechte Performer.

## Diskografie

### Studioalben
- 1982: Pobeg
- 1983: Ataman
- 1984: Gulliver
- 1984: Ataman 2 (in der UdSSR nicht veröffentlicht)
- 1985: Amnistija
- 1986: Ataman 3
- 1987: Bely aist
- 1988: Net problem
- 1989: Ty u menja jedinstwennaja (mit Susanna Tepper)
- 1990: Podmoskownyje wetschera (Moscow Nights)
- 1991: Moja schisn
- 1992: Tichi Don
- 1993: Kissa kissa
- 1994: Guljai, duscha
- 1995: O, Schenschtschiny
- 1996: Dobry wetscher, gospoda
- 1998: Odnaschdy w Amerike (mit Igor Krutoi)
- 1999: Nu i radi Boga
- 2001: Ja rodilsja w Moskwe
- 2002: Nakolotschka
- 2003: Bum-Bum
- 2004: Popolam (mit Irina Allegrowa)
- 2005: Solo
- 2006: Duety rasnych let
- 2007: Moskwa-Wladiwostok
- 2009: Brato
- 2010: Duety rasnych let 2
- 2013: Love Story
- 2016: Я Просто Медленно Люблю
- 2020: Ты моя жизнь
- 2023: Чёрным по белому

### Kompilationen
- 1991: Michail Schufutinski w Moskwe
- 1994: Swesdy russkoi emigrazii poiut (mit Ilja Resnik)
- 1994: Ljubow, pochoschaja na son (mit Igor Krutoi)
- 1994: Spassibo, Sascha Rosenbaum!
- 1995: Russkije swjosdy Nju-Jorka
- 1997: Pomoschem drug drugu rasslabitsja (mit Alexander Morosow)
- 2000: Schanson
- 2001: Best
- 2002: Naliwai, pogoworim
- 2002: Swetschi
- 2003: Grand Collection (2 CD)
- 2003: Pobesseduijem sa schisn
- 2004: Serija / Nastrojenije schanson
- 2004: Ja pojedu na jug
- 2008: The Best
- 2008: Solotoi albom
- 2008: Mosty (mit Alexander Morosow)

### Singles (Auswahl)
- 1991: Левый берег Дона
- 1993: Еврейский портной
- 1997: Пальма де Майорка
- 2002: наколочка
- 2003: марджанджа
- 2010: Незаконченный роман (mit Irina Allegrowa)
- 2022: 3-е Сентября (mit Egor Kreed)

### Bücher
- 1997: Michail Schufutinski: I wot stoiu ja u tscherty (Trijen, ISBN 5-7961-0013-0)
- 2004: Lutschschije/Michail Schufutinski: Teksty i akkordy ISBN 985-13-2098-6.